# Behind Your Back
"Behind Your Back"  é uma canção da cantora e compositora canadense Nelly Furtado. Foi lançada em 12 de julho de 2016 como "um aperitivo do que está por vir" segundo a cantora. Foi incluída como faixa bônus em uma versão exclusiva, lançada somente em LP de seu sétimo álbum The Ride (2017).

## Composição
"Behind Your Back foi escrita por Furtado, John Congleton, Bobby Sparks e produzida por John Congleton.

## Recepção da Crítica
O portal audio-diva.com disse que "parece que a cantora canadense aprendeu algumas dicas com Hynes, ao adotar uma vibe que é transfixada por electro-funk vintage pesado com muita guitarra corajosa para arrancar. Ele completou dizendo que "a cantora soa como se ela estivesse voltando para o som caseiro comovente de Whoa, Nelly!, onde ela exala uma franqueza vulnerável para com seu ex-namorado, mas com um leve sorriso malicioso no rosto".

## Lista de faixas
| Download Digital |                    |         |  |
| N.º              | Título             | Duração |  |
| 1.               | "Behind Your Back" | 3:47    |  |

## Histórico de lançamento
| Região | Data                | Formato                     | Gravadora |
| ------ | ------------------- | --------------------------- | --------- |
| Várias | 12 de Julho de 2016 | Download digital, streaming | Nelstar   |